# أوزون درة
أوزون درة (بالتركية: Uzundere)‏ هي بلدة ومُديريَّة تقع في ولاية أرضروم بتركيا. تصل مساحتها إلى 416 كم²، وترتفع عن سطح البحر حوالي 1050 م.